# Phalombe
Phalombe est une ville du Malawi. Elle est la capitale du district du même nom.

## Emplacement

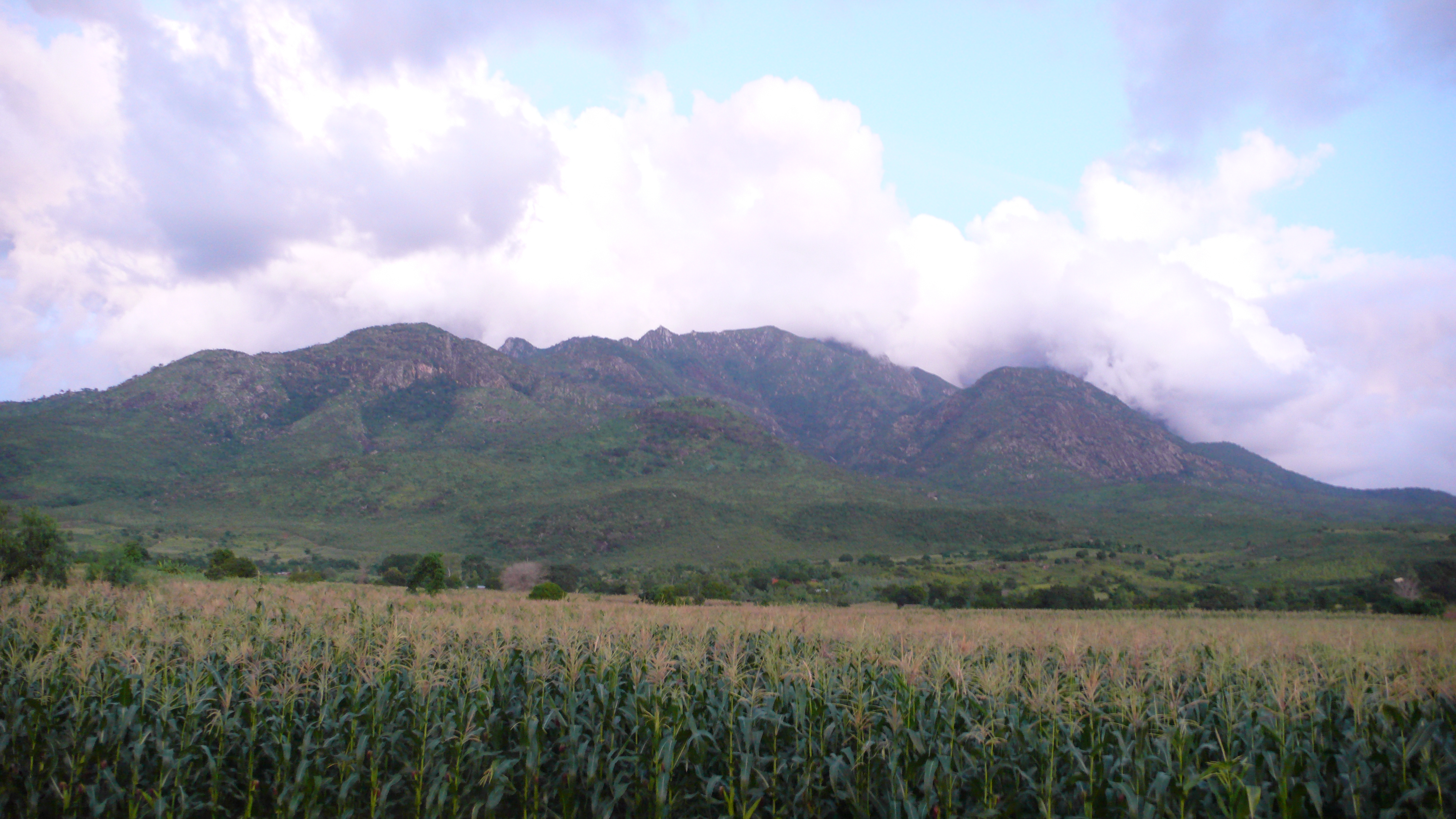
Vue sur le massif de Mulanje depuis la plaine de Phalombe.

Phalombe est à environ 44 km par la route au nord-est de Mulanje, le long de la route T408 et à 97 km de Blantyre, la ville la plus importante de la région Sud. Elle est située à une altitude de 766 m.
La ville est située sous le col de Fort Lister, entre deux grands blocs du massif de Mulanje. Cette situation l'expose aux inondations soudaines en saison des pluies. La plus dévastatrice à ce jour s'est produite en mars 1991, qui laissa Phalombe sous deux à trois mètres de boue et tua environ quatre cents personnes,. En 2019, 22 000 foyers sont touchés par des inondations.

## Agriculture

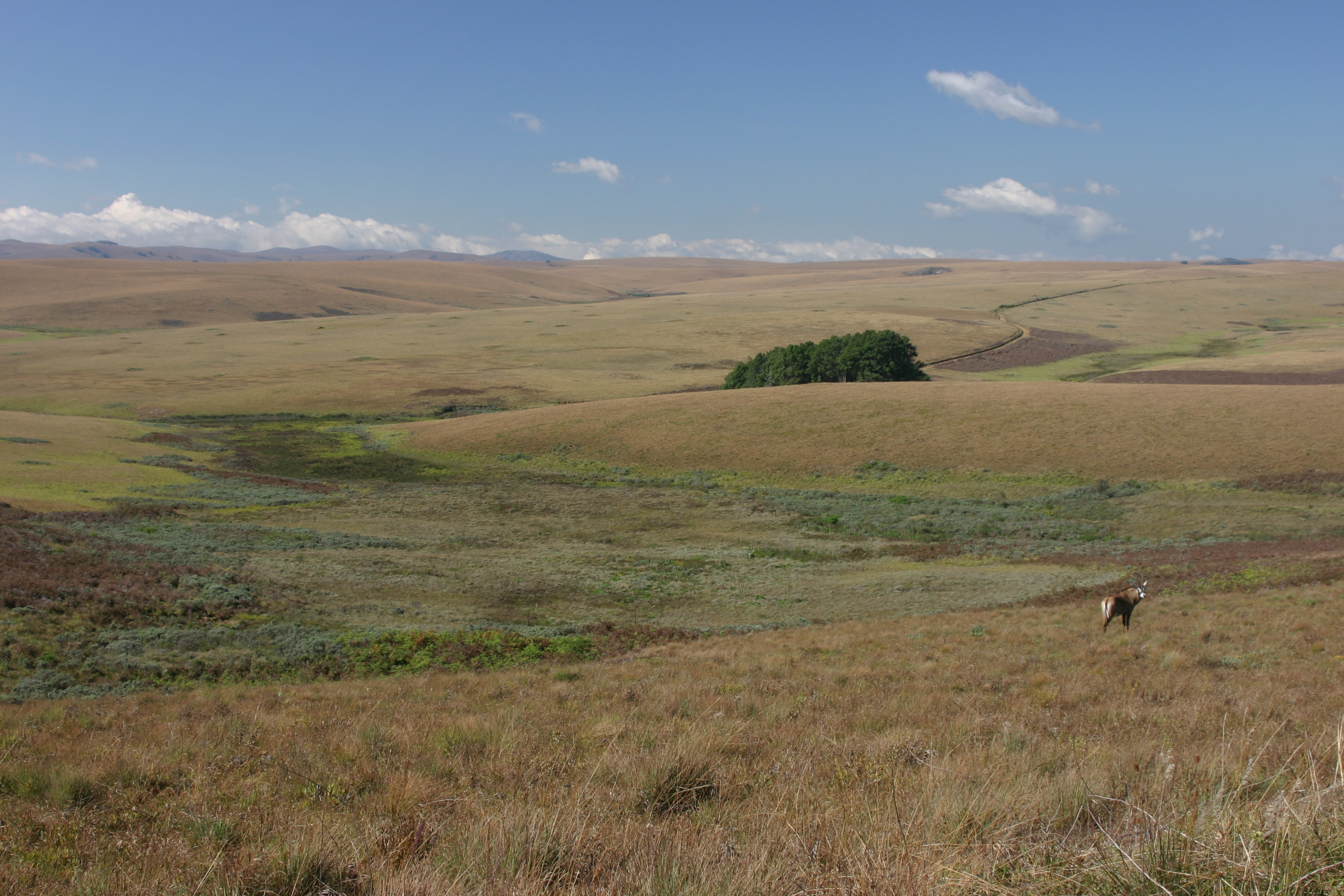
Paysage de dambo au Malawi.

À l'instar du pays tout entier, l'économie de la région repose sur l'agriculture. À l'époque coloniale, Phalombe et sa plaine sont jugées comme nettement moins intéressantes sur le plan de l'agriculture que le plateau qui surmonte la plaine. Cela permet aux habitants d'échapper au travail forcé (thangata) mais signifie que l'agriculture de rente, introduite par les colons, ne s'y développe pas. La culture du tabac est cependant introduite tardivement par les Britanniques dans les années 1920. Avec, à peu près au même moment, l'arrivée de nouvelles populations, les dambos (basses-terres argileuses humides), jusque-là négligés, commencent à être cultivés notamment pour le riz, mais aussi le sorgho et le pois d'Angole. Les piémonts des collines sont, eux, utilisés pour la culture de l'arachide. Corollairement, les animaux sauvages disparaissent. Dans les années 1940, une route est construite, permettant de relier Phalombe au lac Chilwa, qui favorise le commerce, notamment du poisson venant du lac et du tabac. Les dambos sont utilisés pour le pâturage, et un élevage d'ovins et de caprins se développe. L'agriculture abandonne progressivement le mil et le sorgho pour se tourner vers le maïs et le manioc.
En 1949, la région connaît une sévère sécheresse qui amène une famine. Les autorités coloniales favorisent les cultures vivrières afin d'éviter le renouvellement de tels faits. Elles incitent à la rotation des cultures et à l'usage des fertilisants chimiques. Cependant, aux alentours de l'indépendance (1964), les sols commencent déjà à montrer des signes d'épuisement et d'érosion.
De nos jours, la principale culture est celle du maïs. Les agriculteurs consacrent de 50 à 90 % de leurs surfaces cultivées au maïs, parfois en rotation ou en conjonction avec le tabac et l'arachide. Tous les sols ne sont cependant pas aptes à la culture de ces deux derniers produits.

## Démographie
| Année | Population |
| ----- | ---------- |
| 1998  | 2 592      |
| 2008  | 3 058      |
| 2013  | 6 126      |
| 2018  | 6 242      |

## Climat
À Phalombe, de novembre à avril, le climat est généralement chaud, humide et nuageux ; le temps est clair et frais de mai à octobre. Les températures oscillent entre 15 et 30 °C et ne descendent que rarement en dessous de 13 °C et n'excèdent 33 °C qu'épisodiquement.